# When I Close My Eyes
"When I Close My Eyes" é uma canção/single de Shanice, lançada como o primeiro single de seu quarto álbum, Shanice. Foi seu primeiro single em mais de quatro anos. Em 3 de abril de 1999, o single fez história gráfico quando ele fez o maior salto na história da Billboard Hot 100, movimento 75 posições de número 91 para o número 16. Um registro realizado pelo único até 2006. Tornou-se seu primeiro hit top 20 desde "Saving Forever for You," e seu último até à data.

## Videoclipe
O vídeo da música começa com o interesse amoroso de Shanice andando em um cavalo branco ao longo de uma estrada de nevoeiro. O vídeo alterna entre cenas com Shanice e seus dançarinos, uma sala cor de rosa com Shanice em um vestido branco, e ela sentada no final de uma longa piscina preta com água. Há também uma cena em que Shanice e seu beijo amoroso de despertar atenção e eles montam no cavalo. No final, Shanice, que está em seu carro, encontra-o na frente de uma loja.

## Lista de faixas
- EUA CD single (Cassette single)

1. "When I Close My Eyes" (Versão do álbum)
2. "When I Close My Eyes" (Snippets)
3. "When I Close My Eyes" (Instrumental)

## Posições nos gráficos musicais
| Gráfico (1999)                      | Posições |
| ----------------------------------- | -------- |
| EUA Billboard Hot 100               | 12       |
| EUA Billboard Hot R&B/Hip-Hop Songs | 4        |